# History is Made at Night
History is Made at Night je původní píseň představená ve čtvrté epizodě první série amerického seriálu Smash s názvem The Cost of Art. Píseň napsali dvorní skladatelé seriálu Marc Shaiman a Scott Wittman, ale v prostředí seriálu ho napsalo skladatelské duo Tom Levitt (Christian Borle) a Julia Houston (Debra Messing) pro jejich muzikál o Marilyn Monroe s názvem Bombshell.

## Výskyt v seriálu
Píseň je duetem, který zpívají Marilyn Monroe a Joe DiMaggio. Kromě epizody The Cost of Art píseň zazněla několikrát po celou dobu první série. Píseň zpívali Ivy Lynn (Megan Hilty) a Michael Swift (Will Chase) v šesté epizodě s názvem Chemistry. Píseň také zazněla jako součástí medley v sedmé epizodě The Workshop a Ivy a Bobby ji začali zpívat během čtrnácté epizody Tech, než jsou přerušeni náhlým výpadkem světla.

## Vydání
Píseň byla původně vydána jako singl na iTunes a Amazonu a je dostupný na albech The Music of Smash a Bombshell. Verze singlu je v interpretaci Megan Hilty a Willa Chase.

## Coververze
Cover verzi této písně nahrála britská skupina Steps na album Light Up the World.